# Kapellån

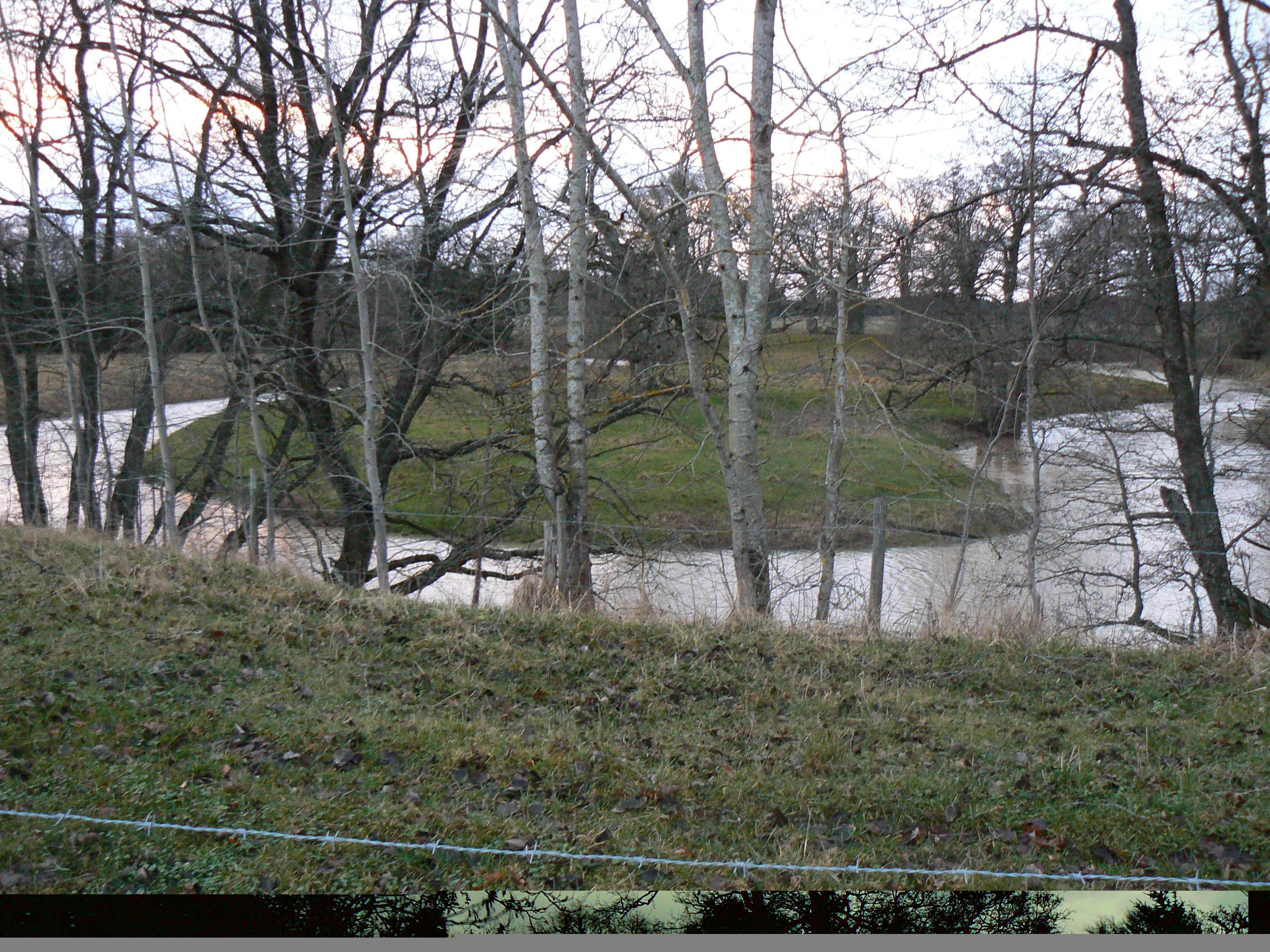
Kapellån mellan Malmslätt och Vikingstad

Kapellån är ett vattendrag i Linköpings kommun. Det har detta namn fr o m Gälstad-Lundby, där Fettjestadån förenas med Humpån. De två källflödena tar sin början i sjöarna Bjärsen respektive Storsjön söder om Nykil. 
Kapellån är Lillåns största. biflöde och mynnar i Lillån vid Ledberg, nära Lillåns utflöde i Svartån. Ett viktigt biflöde till Kapellån är Slakaån.
I synnerhet mellan Gälstad-Lundby och länsväg 636 (gamla E4) har Kapellån ett mycket meandrande lopp.